# Замок Баллиндаллох
Замок Баллиндаллох (англ. Ballindalloch Castle) — шотландский замок, который расположен в области Морей, в Шотландии. Принадлежит клану Грант.

## История
Замок был построен Джоном Грантом в XVI веке, о чём свидетельствует дата «1546», вырезанная на каменной балке одной из спален. В 1645 году, после битвы при Инверлохи, Баллиндаллох был разграблен и сожжён победителем, маркизом Монтрозом, в результате чего его пришлось отстраивать заново. В 1718 году полковник Уильям Грант добавил двухэтажное южное крыло к замку. В 1770 году британский генерал Джеймс Грант добавил северное крыло к замку, чтобы разместить своего французского шеф-повара, который вернулся с генералом после его пребывания в качестве губернатора Восточной Флориды.
В замке имеется богатая коллекция испанской живописи XVII века.